# Ain Sendbrieff aines fürtreffenlichen gottsförchtigen hyrten und lerers

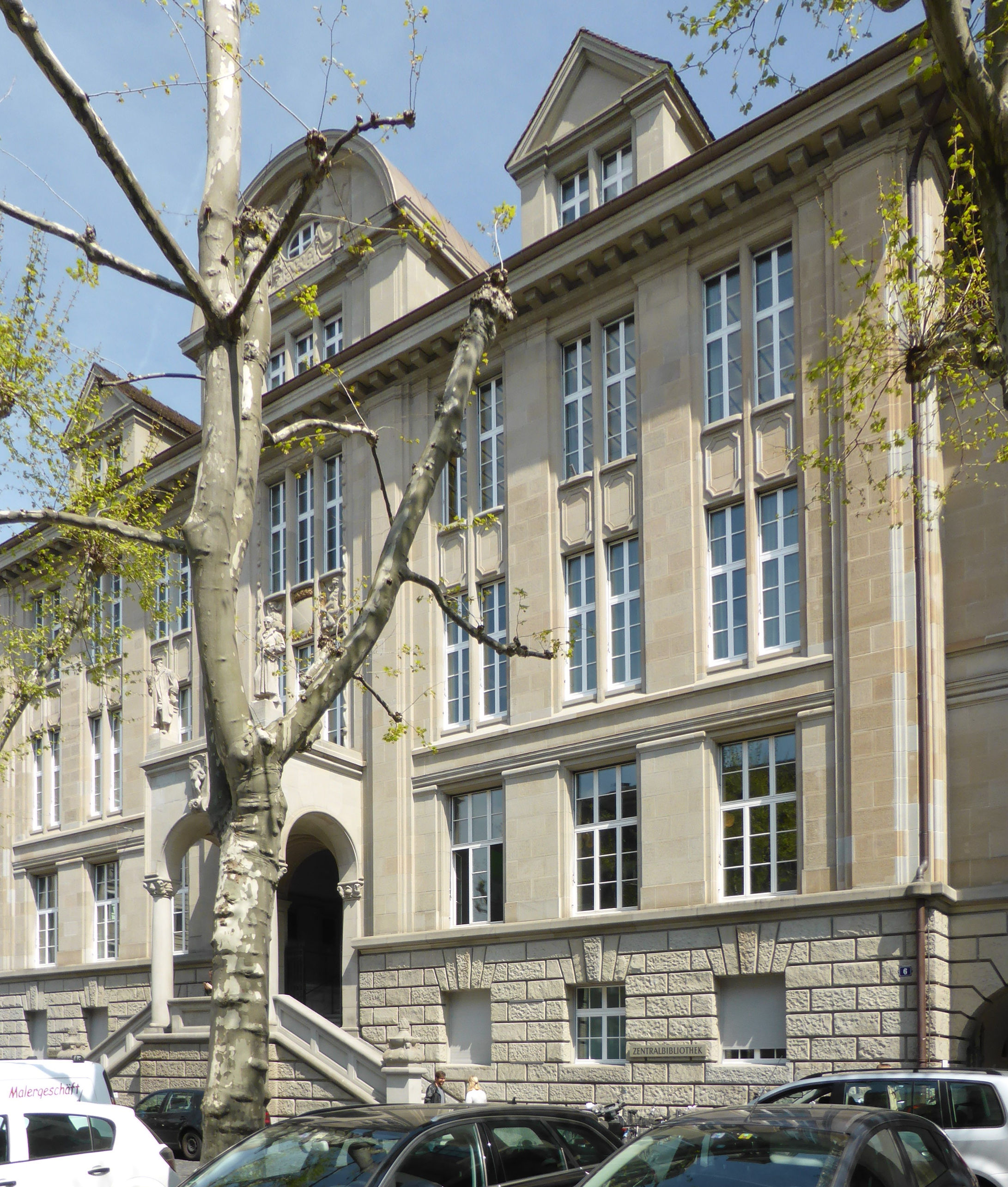
Fundort: Zürcher Zentralbibliothek

Ain Sendbrieff aines fürtreffenlichen gottsförchtigen hyrten und lerers (übertragen: Ein Sendbrief eines vortrefflichen gottesfürchtigen Hirten und Lehrers) ist der Titel eines im Jahr 1526 von unbekannter Hand verfassten Schreibens, das an die damals junge Täufergemeinde in St. Gallen gerichtet war und deren kurz zuvor an den Verfasser gerichtete Fragen zu beantworten suchte. Es ist das älteste überlieferte Lehrschreiben eines Täufers an Täufer.
Der Sendtbrieff ist Teil der von Johann Jakob Simmler (1716–1788) zusammengestellten Handschriftensammlung, die sich heute in der Zürcher Zentralbibliothek befindet; sie war der modernen Täuferforschung bislang unbekannt, da sie weder durch den gedruckten noch durch den elektronischen Handschriftenkatalog erschlossen worden ist. Christian Scheidegger, innerhalb der Zentralbibliothek Leiter der Abteilung Seltene Bücher, veröffentlichte 2014 eine erste Untersuchung der täuferischen Schrift. Sie enthält auch einen leicht überarbeiteten Nachdruck des in der Handschriftensammlung Simmlers vorgefundenen Sendbrieffs.

## Absender und Adressat
Zum Verfasser des Sendbrieffs, dem „fürtreffenlichen gottsförchtigen hyrten und lerer“ gibt es verschiedene Vermutungen. Eine davon bezieht sich auf Wolfgang Ulimann (auch Uolimann geschrieben), einen Märtyrer der Täuferbewegung, der zwischen 1528 und 1530 hingerichtet worden ist. Uliman, der von Konrad Grebel die Gläubigentaufe empfangen hatte, gilt als einer der Begründer und Leiter der St. Galler Täufergemeinde. Seine öffentlichen Auftritte führten zu mehreren Gefängnisaufenthalten und schließlich zur Ausweisung aus St. Gallen im Januar 1526. Wo sich Ulimann direkt im Anschluss an seine Haft aufgehalten hat, ist nicht bekannt. Belegt ist allerdings, dass er einige Monate später in Basel lebte und dort für die Stadt arbeitete. Die Annahme, dass Ulimann Verfasser des Briefes ist, hat gewiss gute Gründe, lässt sich aber nicht beweisen. Gegen Leopold Scharnschlager (um 1485–1563), der ebenfalls als Verfasser diskutiert wurde, weil seine Frau Anna hieß und dieser Name in den abschließenden Briefgrüßen auftaucht, spricht vor allem die Datierung des Sendbrieffs, die sich mit Scharnschlagers Lebenslauf nicht in Übereinstimmung bringen lässt.

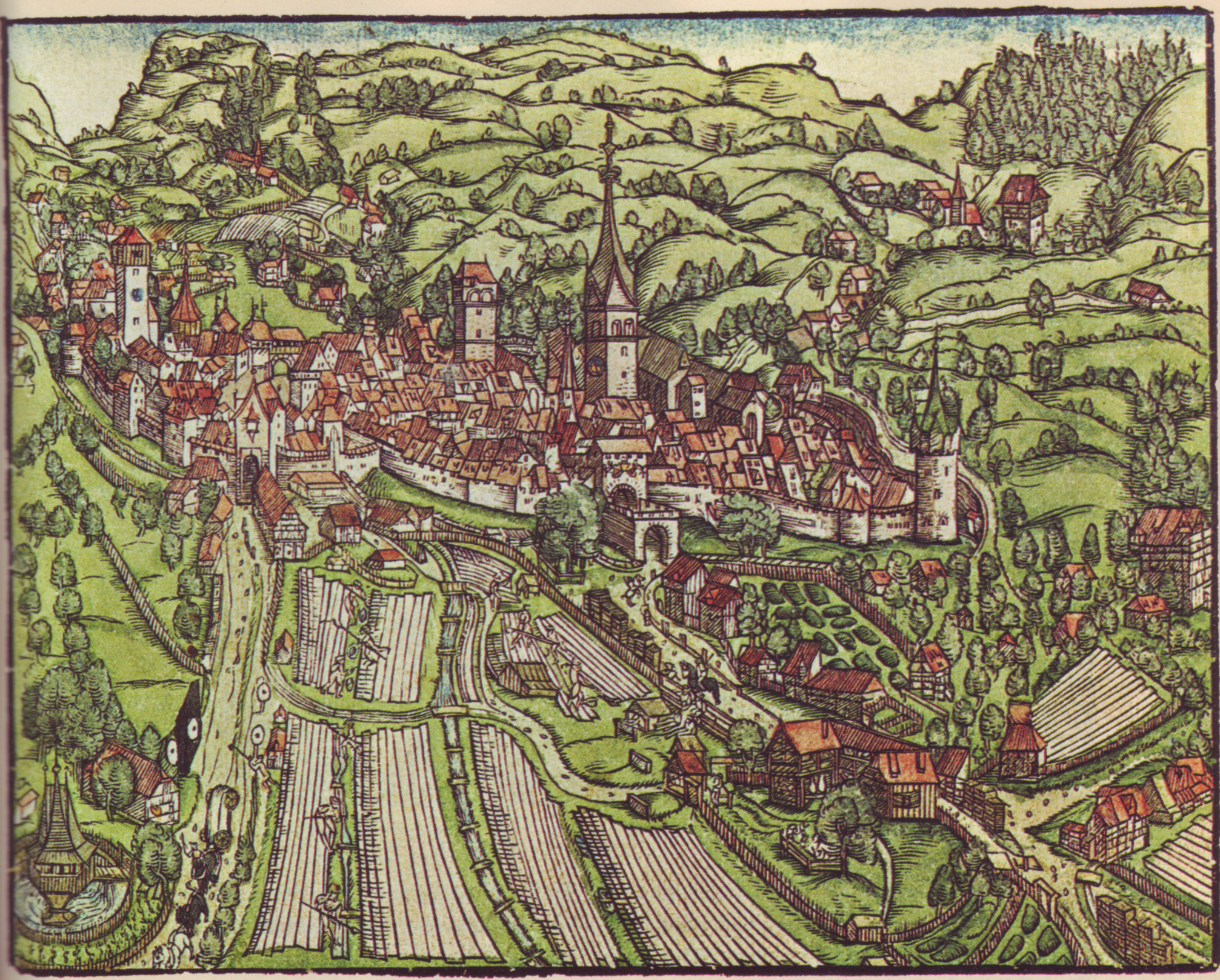
St. Gallen um 1548

Über die Adressaten des Briefes, die „etliche[n] guthertzig kinder gottes der kirchen Sanct Gallen“, ist wesentlich mehr bekannt. Am Anfang der St. Galler Täufergemeinde stand ein Hauskreis, der von Johannes Kessler, einem überzeugten Anhänger der zwinglischen Reformation, gegründet worden war. Zu diesem Kreis stieß 1523 Lorenz Hochrütiner, ein aus St. Gallen stammender Weber, Freund Konrad Grebels und Mitbegründer des Zürcher Castelberger Lesekreises. Er stellte in den Zusammenkünften ab 1524 die Säuglingstaufe in Frage und stieß dabei auf den erbitterten Widerstand Kesslers. Nachdem dieser den Hauskreis verlassen hatte, übernahm Ulimann die Leitung. Als am 15. September 1524 die Hausversammlungen durch den St. Galler Stadtrat verboten wurden, begann Ulimann zunächst im Freien und später im Zunfthaus der Weber zu predigen. Im Februar 1525 ließ er sich im Rhein bei Schaffhausen taufen. Zwei Monate später traf Konrad Grebel in St. Gallen ein und taufte nach einem zweiwöchigen Aufenthalt am Palmsonntag mehrere Hundert Personen in der Sitter. Diese Taufe gilt als der eigentliche Beginn der St. Galler Täuferbewegung. Mit ihr waren (außer den bereits Genannten) eine ganze Reihe bedeutender Täuferpersönlichkeiten verbunden, darunter Eberli Bolt, Felix Mantz, Jörg Blaurock und Hans Denck. Bereits am 7. Juni 1525 wurde seitens des Stadtrates ein Mandat erlassen, das Geldstrafen für diejenigen vorsah, die die Taufe an sich vollziehen ließen. Mit Verbannung wurde bedroht, wer die Täuferversammlungen besuchte. Das Mandat verbot außerdem den Besuch ausländischer Täuferlehrer. Um einem möglichen Aufstand vorzubeugen, wurde eine 200 Mann starke Polizeitruppe gebildet. Die Repressionsmaßnahmen führten dazu, dass Ende 1526 die starke Bewegung zu einer kleinen Gruppe zusammengeschmolzen war. Das war die Situation, in der der Sendbrieff in St. Gallen eintraf und Antwort gab auf die im Vorfeld gestellten Fragen einer kleinen und verfolgten Gemeinde.

## Zum Inhalt
Eine klare Gliederung des Sendbrieffs fehlt, dennoch lässt sich eine gewisse Struktur erkennen. Sichtbar werden verschiedene Themenkreise, die der „hyrte und lerer“ in seinem Schreiben behandelt.

### Einleitung desSendbrieffs
Nach einem kurzen Segensgruß bestätigt der Schreiber den Eingang des Briefes der St. Galler Täufergemeinde vom 30. Oktober [1526]. Dann dankt er Gott für die Entwicklungen in der Gemeinde, vor allem für deren geistliches Wachstum, da sie – so zeigt es ihr Brief – ihren „eiffer nach gott ettlicher maß vermert“ haben. Dem Dank an Gott folgt die Bitte, das in St. Gallen begonnene Werk durch den Heiligen Geist voranzubringen, damit die Gemeindemitglieder in Glauben und im Gehorsam dem Wort Gottes gegenüber nicht wankend werden. Bis ans Ende sollen sie „vest und unverrucklich“ mit der Kirche und „gspons Christi“ durch die Kraft und Leitung des Heiligen Geistes ausharren.
Hinter dieser Bitte steckte vermutlich die Besorgnis des Briefschreibers, die verbliebene Schar der St. Galler Täufer könnte in die offizielle Kirche zurückkehren und sich damit wieder „in den vorigen irthum und unsauberkeit sampt dem götzendienst“ zu bewegen. Für die Täufer war die zwinglische Reformation nur eine unvollkommene. Die Heiligenbilder und -statuen wurden in St. Gallen nur sehr zögerlich aus den Sakralräumen entfernt und evangelische Abendmahlsfeiern hatten bis zur Abfassung des Sendbrieffs noch nicht stattgefunden, obgleich die römische Messe bereits im Mai 1525 abgeschafft worden war. Die Reformation beschränkte sich vor allem auf die evangelische Predigt.
Die Erwähnung des Heiligen Geistes im Eingang des Briefes und in seinen weiteren Abschnitten ist nicht zufällig. Schon in prototäuferischen Kreisen spielte eine in Ansätzen entwickelte Pneumatologie eine große Rolle. So beklagte sich Zwingli bereits 1524, dass der Streit um Begriffe, das Zusammenkommen in kleinen Zirkeln außerhalb der verfassten Kirche sowie die Aburteilung anderer Christen bei diesen Sektierern „spiritus, Geist“ heiße; die Ursache für ihr Treiben liege jedoch in Wirklichkeit in ihren menschlichen Begierden. Dabei waren die meisten Prototäufer und Täufer keine Spiritualisten; sie standen, was die Lehre vom Heiligen Geist anging, durchaus in der Tradition der Reformatoren, lehnten es jedoch ab, in Lehr- und Lebensfragen neben dem Heiligen Geist und den durch ihn vermittelten Wahrheiten auch weltliche und kirchliche Obrigkeiten zu dulden.

### Erster Abschnitt
Der erste Hauptteil des Briefes bezieht sich auf das Verhältnis der St. Galler Täufer zu ihrem Lehrer. Sie hatten in ihrem Brief von der Erkenntnis ihrer Sünden, aber auch von der empfangenen Vergebung berichtet, die durch das „insprechen des h[ailigen] gaists“ ihnen zu einer inneren Gewissheit geworden war. Um welche erkannten und vergebenen Sünden es sich dabei handelte, wird nicht berichtet, sie müssen aber mit dem „hyrten und lerer“ im Zusammenhang stehen. In seinem Antwortschreiben vergibt er die bekannte Schuld und bittet gleichzeitig um Vergebung für etwaige seinerseits begangene Verfehlungen: „Jich pitt euch auch entgegen, wo ich jendert etwz wider euch sampt oder besonders hett gethuon, ir wollets mirs auch verzichen ums heren willen, (…).“
Scheidegger vermutet, dass das hier angesprochene Bekenntnis von Schuld und deren Vergebung eine in der St. Galler Täufergemeinde übliche Praxis spiegelt, die wiederum auf das Vorbild des Kürschners und späteren Täufers Antoni Roggenacher zurückgeht, der in Tablat durch sein eigenes Beispiel das Sündenbekenntnis vor versammelter Gemeinde eingeführt haben soll.

### Zweiter Abschnitt
In einem weiteren Briefabschnitt geht es um eine „Lehre vom neuen Menschen“. Der neue Mensch – so der Briefschreiber – ist nicht das Ergebnis frommer Anstrengungen, sondern Werk des Heiligen Geistes. Dabei wird aber die neue Existenz dem alten, sündigen Leben nicht einfach übergestülpt; der Sünder muss in Gottes Handeln einwilligen und auf Gottes Wirken antworten. Diese menschlichen Reaktionen auf göttliches Tun werden mit den Begriffen Buße, Glaube und Taufe angedeutet. Sie gründen aber in „Christy befelch“ und sind erst durch den Empfang der Heiligen Geistes als „tauff Christi“ möglich geworden. Wesentlich für den Verfasser ist jedoch die durch Christus vollzogene innere Beschneidung, der „beschnidung on hend“, durch die der an Jesus Christus gläubige Mensch verwandelt wird. Wer diese Veränderung erfahren hat, ist Teil der Gemeinde Jesu, die „nit habe ain flecken oder runtzel oder dz ettwas, sonder dz si sey hailg“. Aber auch dieser Veränderungsprozess erfordert das Mitwirken des Menschen: er hat sein Leben so auszurichten, dass er nicht in die alten Lebensweisen zurückfällt. Dabei hat der Gläubige mit dem Widerstand seiner alten verdorbenen Vernunft sowie seiner fleischlichen Lüste zu rechnen; beides hält ihm beständig das Leiden und die Unbequemlichkeit des neuen Lebens vor Augen. Gefährlich sei vor allem das alte Denken, das christlich verkleidet daherkommt. Scheidegger vermutet, dass hier eine Anspielung auf das Christentum in den werdenden Staatskirchen herauszuhören ist. Hinter der Warnung des „hyrten und lerers“ vor dem „falschen Propheten“ sieht er auch eine Warnung vor Ulrich Zwingli.
Auffällig im Lehrteil des Briefes sind die häufigen Verweise auf Bibelstellen, die im Text oft fast wörtlich zitiert werden. Sie zeigen, dass die biblische Unterweisung in Täuferkreisen sehr geschätzt wurde, obwohl sie an eine mehrheitlich theologisch nicht gebildete Hörer- bzw. Leserschaft hohe Anforderungen stellte. Die Kirchengeschichtlerin Andrea Strübind kommt in ihren Untersuchungen zum frühen Täufertum zu einem ähnlichen Ergebnis; sie leitete daraus die Forderung ab, das Täufertum wieder stärker unter theologischen Gesichtspunkten zu erforschen.

### Briefschluss
Am Ende des Sendbriefes findet sich eine Schlussbemerkung sowie ein Segenswort. Der anonyme Verfasser lebte danach nicht oder aber nicht mehr in St. Gallen, scheint aber der dortigen Täufergemeinde kein Unbekannter zu sein. Möglicherweise hat er ihr zeitweilig als Reiseprediger gedient.